# Champ de condensats de gaz de Hlibiv

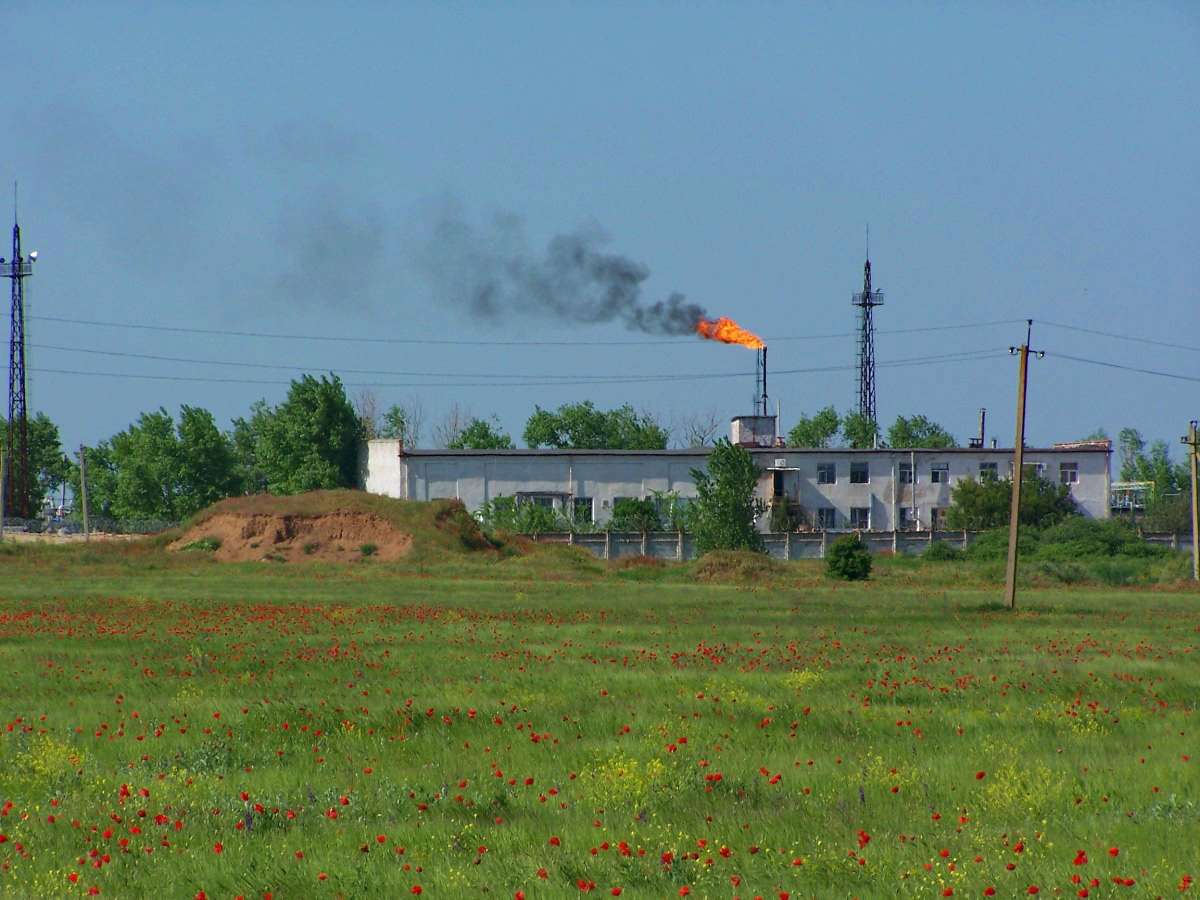
Site d'exploitation de Chornomornaftogaz.

Le champ de condensats de gaz de Hlibiv est un champ de gaz naturel situé dans la péninsule de Tarkhankout en Crimée. Il appartient aux champs gazier sud de l'Ukraine-mer Noire-Crimée.
Il est découvert en 1959.